# 児玉源太郎
児玉 源太郎（こだま げんたろう、旧字体：兒玉 源太郞、1852年4月14日〈嘉永5年閏2月25日〉- 1906年〈明治39年〉7月23日）は、明治時代の日本の陸軍軍人、政治家。日露戦争において満洲軍総参謀長を務め、勝利に貢献した。階級は陸軍大将、栄典は正二位勲一等功一級子爵。

## 経歴

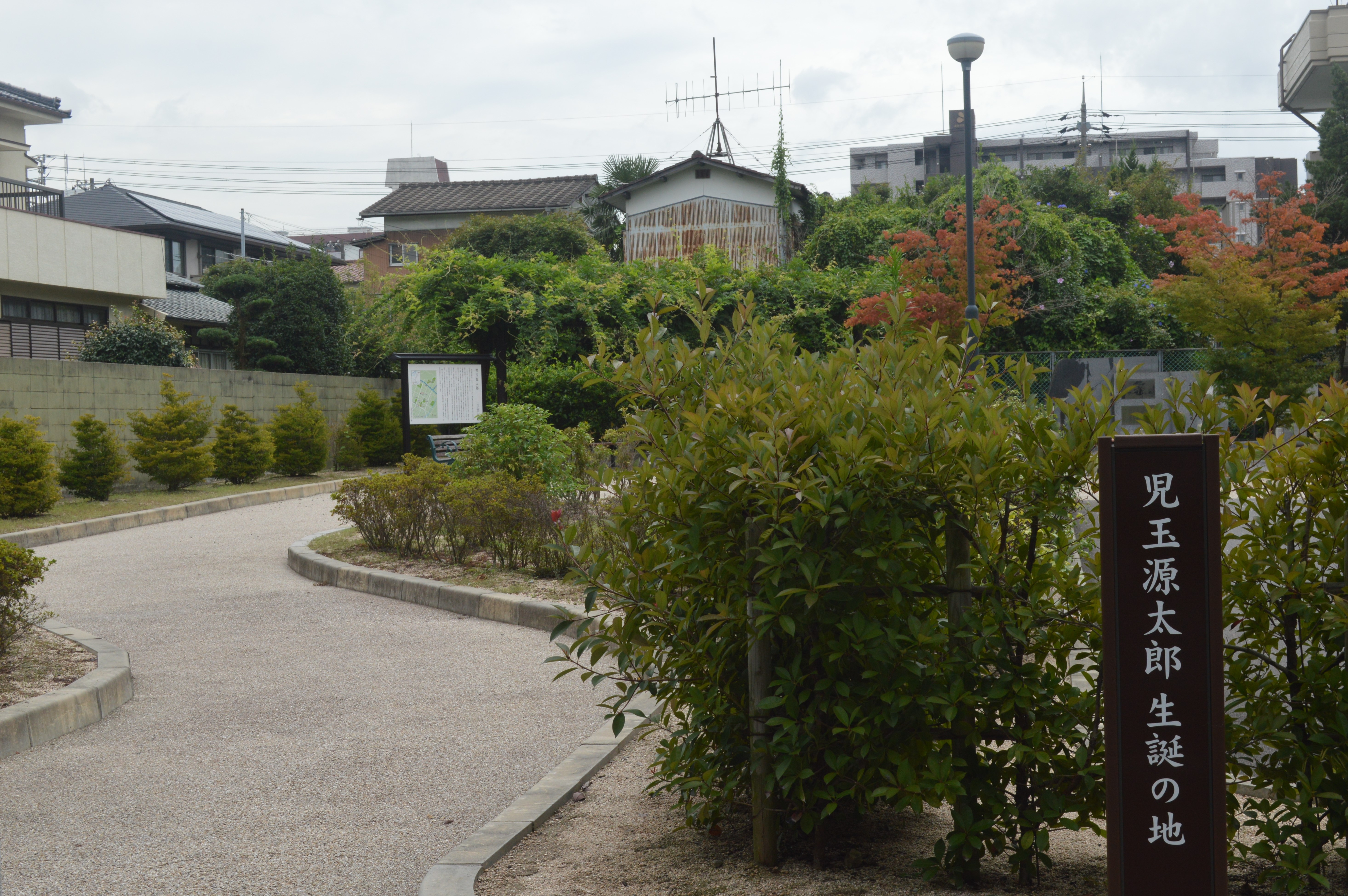
児玉源太郎生誕の地公園

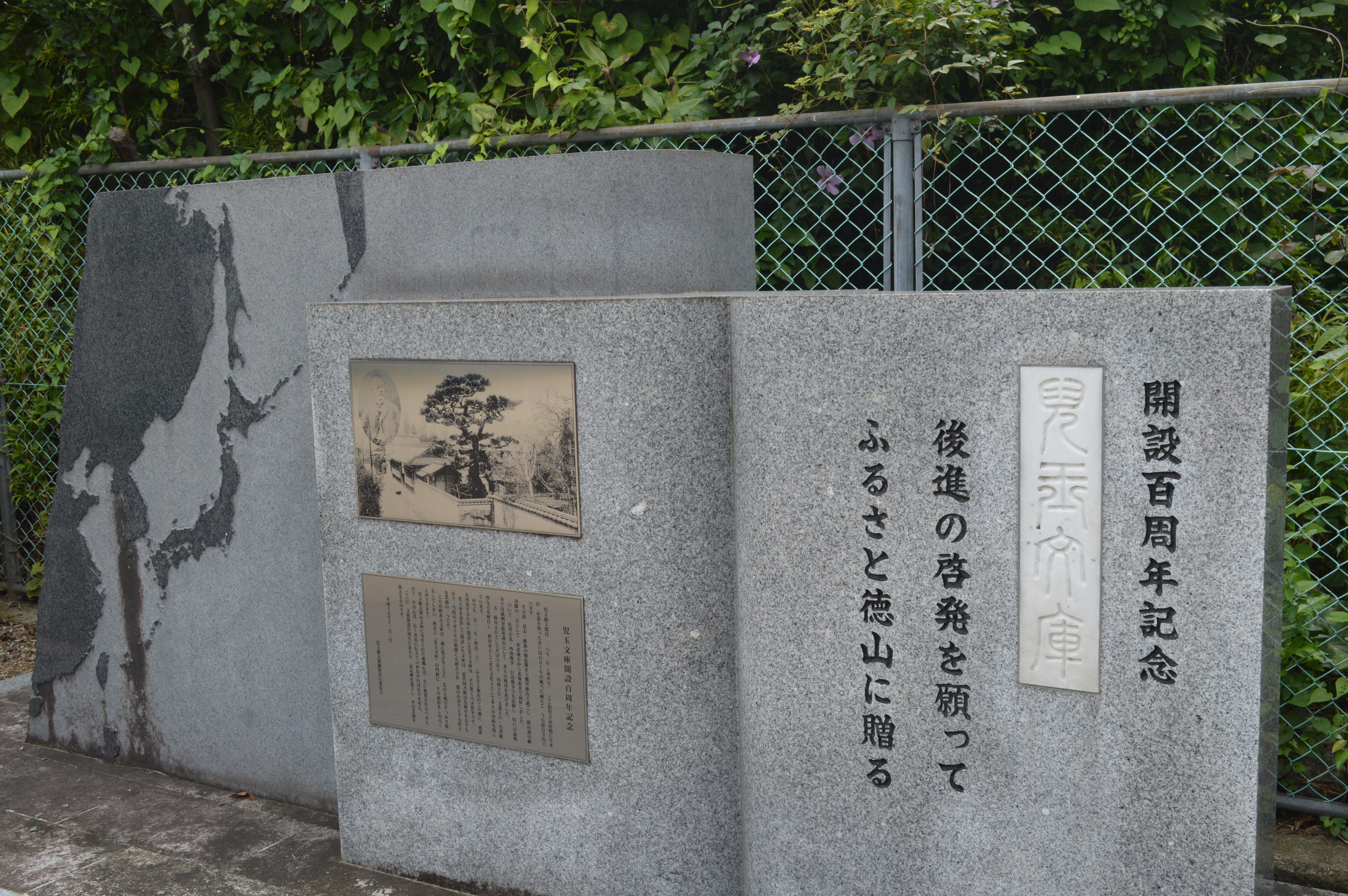
児玉文庫の石碑

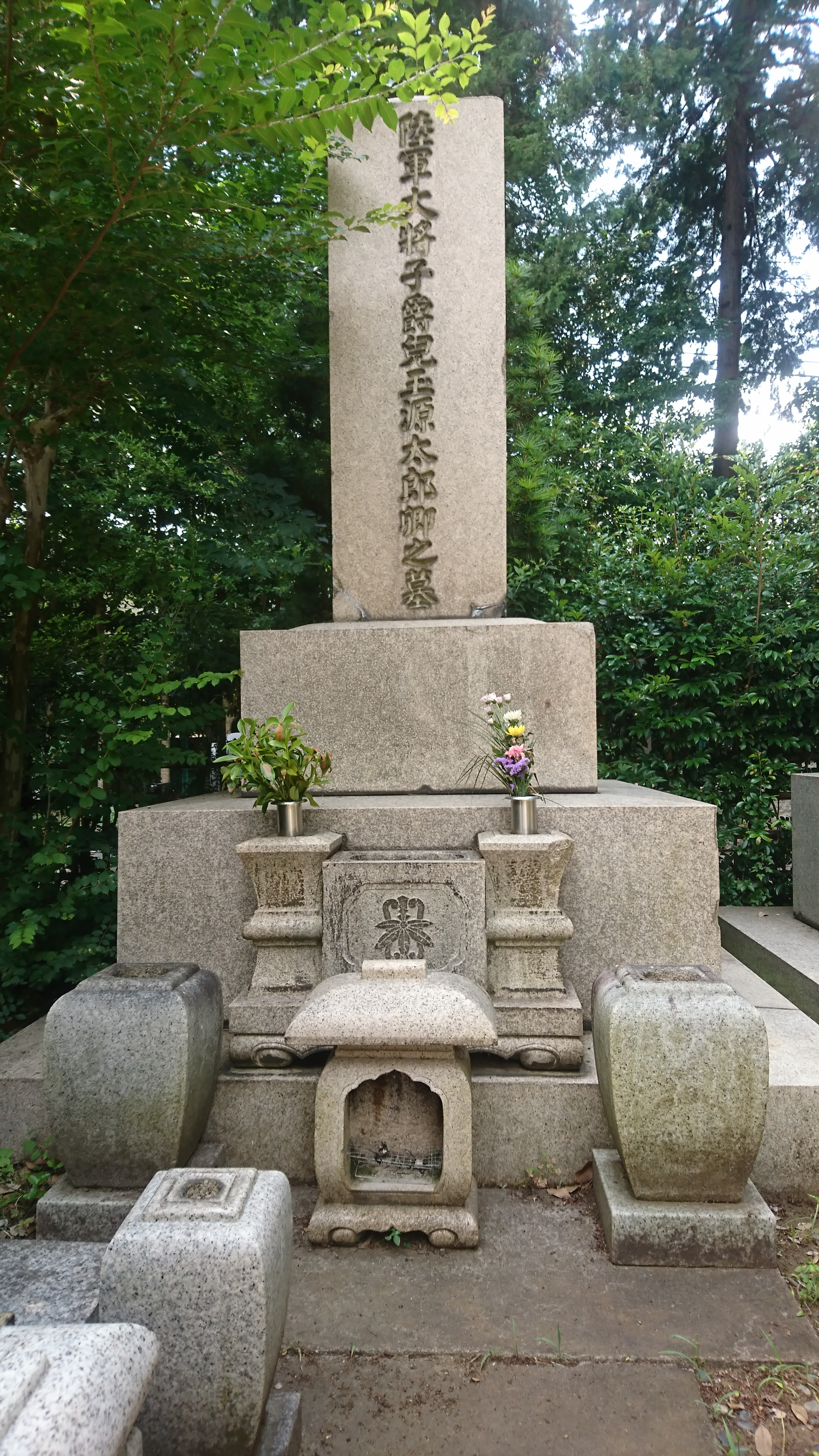
児玉源太郎の墓

嘉永5年（1852年）閏2月25日、周防国都濃郡徳山の本丁で、長州藩の支藩・徳山藩の上士（馬廻役、100石。）児玉半九郎忠硯の長男として生まれる。当時、児玉家には長女の久子と次女の信子がいるのみで、児玉源太郎が初めての男子であったため、彼の誕生に家族一同は大いに喜んだ。児玉が生まれた時に父・半九郎は向かいの家に住む友人で漢学者の島田蕃根の家に赴き、四、五人で詩文に興じていたが、家人が慌ただしくやって来て男子誕生を告げたため、半九郎は歓喜して直ちに島田家から帰宅し、祝杯を挙げた。幼名は百合若と名付けられ、長じて健、源太郎と改めた。
嘉永6年（1853年）6月の黒船来航により、徳山藩でも開国か攘夷かで政論が盛んに行われるようになると、父・半九郎は早くから尊王攘夷を唱えていたが、それが藩内の対立派閥に疎まれて蟄居閉門を命じられ、安政3年（1856年）10月19日に憂悶の内に死去。この時の児玉はまだ5歳と幼かったため、浅見栄三郎の次男で半九郎の養子となっていた児玉次郎彦が児玉源太郎の姉・久子と婚姻し、婿養子として児玉家の家督を相続した。児玉は義兄の次郎彦に養育されることとなり、万延元年（1860年）に藩校の興譲館に入学し、文学を桜井魁園と本城清に、撃剣を神道無念流の小田劫右衛門と一刀流の浅見栄三郎に、槍術を大島流の浅見安之丞に学んだ。その他に父の友人の漢学者で教学院主を務めた島田蕃根にも師事している。
元治元年（1864年）8月12日、義兄・次郎彦が対幕恭順派によって暗殺され、児玉家は一人半扶持に格下げされる。更に同年12月には横本町の邸宅も没収され、家名断絶となった。児玉家には13歳の児玉、母・元子、姉の久子と信子、次郎彦と久子の間の子・文太郎が残され、生活は困窮した。しかし、児玉の母は家名を辱めないように努めつつ、児玉らの教育を怠らず、事あるごとに『曽我物語』を読み聞かせた。やがて藩論が倒幕派に傾き、家名断絶の翌年の慶応元年（1865年）に藩主・毛利元蕃から家名再興を許され、児玉は中小姓として25石の禄を与えられた。また、さらにその3ヶ月後には元々の馬廻役、禄100石へ戻されている。
明治元年（1868年）に徳山藩の献功隊に入隊。同年10月に半隊司令（小隊長）として秋田に出陣した後、明治2年（1869年）の箱館戦争に参加し初陣を飾る。同年5月18日に品川に凱旋し、8月には兵部省御雇として仕官し、陸軍に入隊する。明治7年（1874年）の佐賀の乱には大尉として従軍し、戦傷を受けている。
熊本鎮台准参謀時の明治9年（1876年）には神風連の乱を鎮圧。同鎮台参謀副長（少佐）時の明治10年（1877年）には西南戦争の熊本城籠城戦に参加。鎮台司令長官の谷干城少将をよく補佐し、薩摩軍の激しい攻撃から熊本城を護りきる。この経験で衛生問題や兵站問題に苦しんだことが後に日清戦争でに生かされることとなった。
1885年（明治18年）9月30日から陸軍大学校の幹事を務め、1887年10月25日から1889年11月まで陸軍大学校の初代校長を務めた。
桂太郎、川上操六、児玉源太郎らの「臨時陸軍制度審査委員会」が、ドイツからクレメンス・ヴィルヘルム・ヤーコプ・メッケルを陸軍大学校教官として招聘した。
1885年3月から1888年3月までの3年間、メッケルは陸軍大学校で講義を行い、陸軍大学校長であった児玉を始め様々な階級の軍人が熱心に彼の講義を聴講した。
台湾総督時代（1898-1906年）には、日清戦争終了後の防疫事務で才能を見いだした後藤新平を台湾総督府民政局長（後に民政長官に改称）に任命し、全面的な信頼をよせて統治を委任した。後藤は台湾人を統治に服せしめるため植民地統治への抵抗は徹底して鎮圧しつつ、統治に従ったものには穏健な処遇を与えるという政策をとり、統治への抵抗運動をほぼ完全に抑えることに成功した。2人の統治により日本は台湾を完全に掌握することに成功したといえる。
明治36年（1903年）1月、故郷の生家跡地に私立図書館の児玉文庫を設立した。この図書館は阿武郡立萩図書館（現・萩市立図書館）に次いで山口県で2番目の近代的図書館とされる。児玉文庫は昭和20年（1945年）の徳山大空襲で焼失し、昭和23年（1948年）10月には公立図書館の徳山市立徳山図書館（現・周南市立中央図書館）が開館。平成31年（2019年）3月1日には周南市立中央図書館に「児玉文庫メモリアル」という愛称がつけられている。
日露戦争開戦前には台湾総督のまま内務大臣を務めていたが、明治36年（1903年）に対露戦計画を立案していた陸軍参謀本部次長の田村怡与造が急死したため、参謀総長・大山巌から特に請われ、内務大臣を辞して参謀本部次長に就任する。なお、関係者が降格人事とならないように児玉を台湾総督に留任させていた。日露戦争のために新たに編成された満洲軍総参謀長をも引き続いて務めた。
満洲軍総参謀長として満洲に渡って以降は遼陽会戦、沙河会戦、黒溝台会戦、奉天会戦などで総司令の大山巌元帥を補佐、また12月初頭には旅順攻囲戦中の第三軍を訪れている。
奉天会戦勝利後の明治38年（1905年）3月、児玉は、明治天皇へ奉天会戦の戦況報告を上奏することを名目に東京へ戻り、政府首脳の意見を早期戦争終結の方向にまとめる活動に着手した。この時、外交の進行手段をめぐって、政府（首相・外相）と元老との間で意見が分かれたが、児玉の調整と周旋でアメリカを仲介役として早期講和をはかることで意見がまとまった。さらに、児玉は軍事作戦を手段として講和を促進するために、樺太や満洲で攻勢作戦をとることを主張し国家方針として認めさせるなどしている。
早期講和を目指す児玉の軍事戦略は、満洲での敵野戦軍撃破や韓国北部からロシア軍を撃退するのみならず、樺太、ウラジオストク方面へ攻勢をかけることで、ロシアに痛撃を与えることで、ロシアを講和のテーブルにつかせるというもので、近年では「政治攻勢の一端としての軍事攻勢」として高く評価されている。
ただし、児玉もハルビンやウラジオストク攻略は、①鉄道・道路といった兵站路線整備の困難、②初級将校の不足、③ハルビン攻略には三十七個師団が必要だがこのためには二十四個師団を増設する必要があり国家財政上難しい、ことを理由に事実上不可能と考えており、満洲奥地へ引きずり込まれることを警戒していた。
日露戦争後、参謀総長に就任。また南満洲鉄道創立委員長も兼務するが、委員長就任10日後の明治39年（1906年）7月23日、就寝中に脳溢血で急逝した。享年55。戒名は大観院殿藤園玄機大居士。当初は青山霊園に葬られていたが、昭和初期の区画整理により東京都府中市の多磨霊園に改葬された。また神奈川県藤沢市江の島および山口県周南市にある児玉神社に祭神として祀られている。

## 年譜
※明治5年までの日付は旧暦

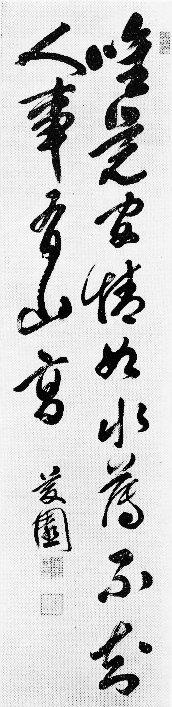
児玉の書（七言二句「唯覚宦情如水薄 不知人事有山高 藤園」）

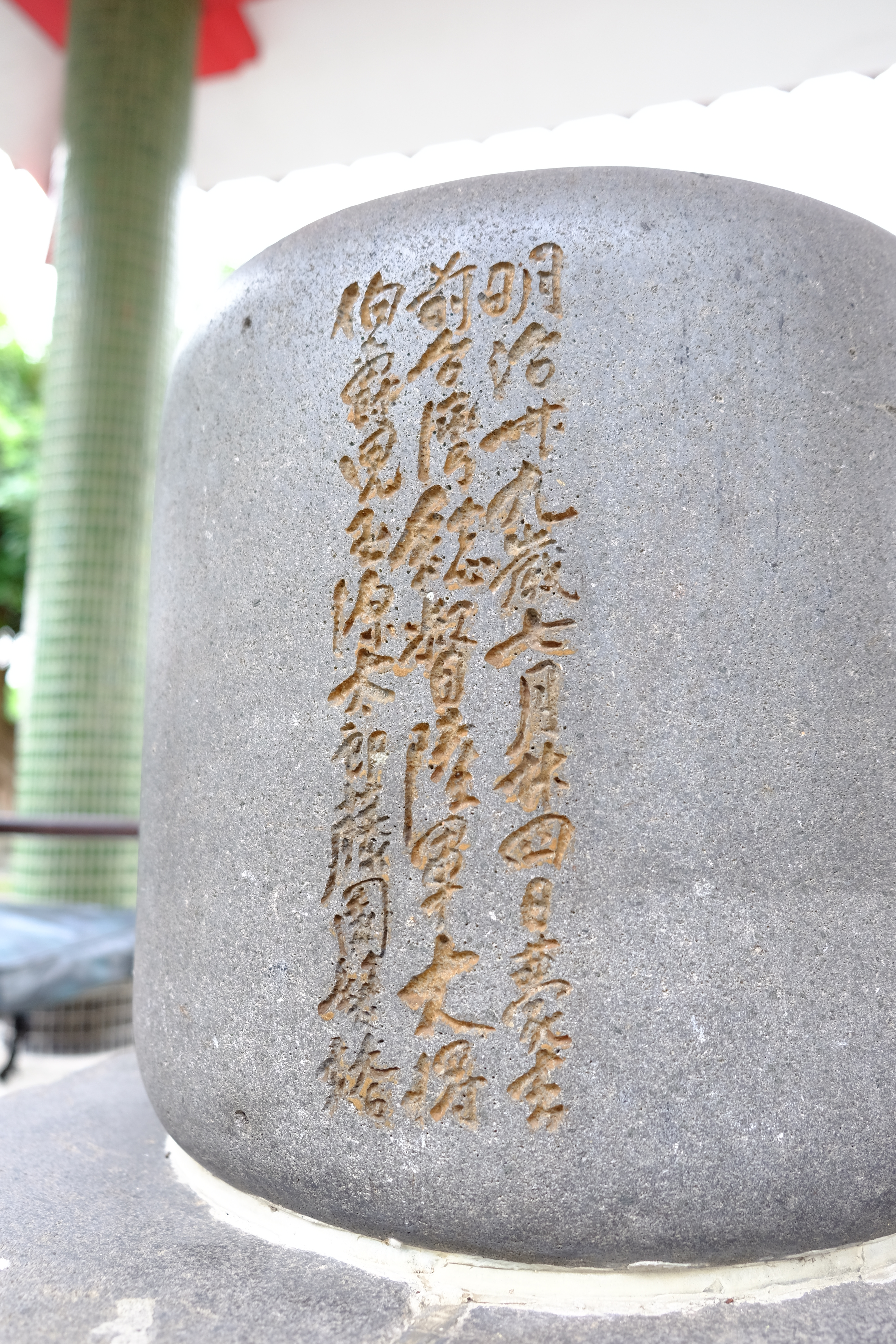
臺北市臨濟護國禪寺にある児玉源太郎髪塔

- 慶応元年（1865年）7月13日 - 周防国徳山藩中小姓となり、源太郎忠精を称す。
- 明治元年（1868年）9月22日 - 献効隊半隊士令として初陣。
- 明治2年（1869年）8月1日 - 兵部省御雇として仕官。
- 明治3年（1870年）
  - 6月2日 - 大隊第六等下士官となる。
  - 12月10日 - 陸軍権曹長に任官。
- 明治4年（1871年）
  - 4月15日 - 陸軍准少尉に進級し、歩兵第3連隊第2大隊副官となる。
  - 8月6日 - 陸軍少尉に進級。
  - 9月21日 - 陸軍中尉に進級。
- 明治5年（1872年）
  - 6月17日 - 歩兵第19番大隊副官に異動。
  - 7月25日 - 陸軍大尉に進級。
  - 8月1日 - 大阪鎮台地方司令副官心得に異動。
- 明治6年（1873年）
  - 3月17日 - 大阪鎮台歩兵第1大隊近衛へ編入異動。
  - 10月9日 - 歩兵科二等となる。
- 明治7年（1874年）
  - 3月 - 正七位に叙位。
  - 8月28日 - 熊本鎮台准官参謀に異動。
  - 10月19日 - 陸軍少佐に進級。
- 明治10年（1877年）2月 - 西南戦争、熊本城に籠城。
- 明治11年（1878年）
  - 1月31日 - 勲四等に叙勲。
  - 2月25日 - 熊本鎮台参謀副長から近衛局に異動。
  - 12月9日 - 勲功調査御用掛兼務。
- 明治13年（1880年）
  - 4月30日 - 陸軍歩兵中佐に進級。東京鎮台歩兵第2連隊長兼佐倉営所司令官に異動。
  - 5月28日 - 正六位に昇叙。
- 明治16年（1883年）
  - 2月6日 - 陸軍歩兵大佐に進級。
  - 4月18日 - 従五位に昇叙。
- 明治18年（1885年）
  - 4月7日 - 勲三等旭日中綬章を受章。
  - 5月26日 - 参謀本部管東局長に異動。
  - 7月24日 - 参謀本部第一局長に異動。
- 明治19年（1886年）9月30日 - 陸軍大学校幹事兼任。
- 明治20年（1887年）
  - 6月3日 - 監事部参謀長に異動。
  - 10月24日 - 陸軍大学校長を兼任。
- 明治22年（1889年）
  - 8月24日 - 陸軍少将に進級。
  - 9月27日 - 従四位に昇叙。
- 明治25年（1892年）8月23日 - 陸軍次官兼陸軍省軍務局長に異動。
- 明治26年（1893年）4月12日 - 兼任 理事、叙 高等官一等、陸軍省法官部長に異動。[17]
- 明治27年（1894年）
  - 10月26日 - 正四位に昇叙。
  - 12月26日 - 勲二等瑞宝章を受章。
- 明治28年（ - 1895年）
  - 3月25日 - 大総督府派遣中大本営陸軍参謀に異動。
  - 4月1日 - 臨時陸軍検疫部長を兼帯。
  - 6月29日 - 臨時台湾電信建設部長兼臨時台湾燈標建設部長に異動。
  - 8月20日 - 男爵を受爵。勲二等旭日重光章を受章。
  - 11月14日 - 臨時広島軍用水道施設部長を兼帯。
- 明治29年（1896年）10月14日 - 陸軍中将に進級。
- 明治31年（1898年）
  - 1月4日 - 第3師団長に親補される。
  - 2月26日 - 台湾総督（親任官）。台湾総督は明治31年2月-39年4月[2]。
  - 3月8日 - 従三位に昇叙。
- 明治32年（1899年）12月27日 - 勲一等瑞宝章を受章。
- 明治33年（1900年）12月23日 - 台湾総督のまま第4次伊藤内閣で陸軍大臣（親任官）を兼任。
- 明治34年（1901年）4月20日 - 正三位に昇叙。
- 明治35年（1902年）
  - 2月27日 - 勲一等旭日大綬章を受章。
  - 3月27日 - 陸軍大臣（親任官）を免じられる。
- 明治36年（1903年）
  - 7月15日：台湾総督（親任官）のまま、第1次桂内閣で内務大臣（親任官）を兼任。
  - 7月17日：台湾総督（親任官） 兼 内務大臣（親任官）のまま、文部大臣（親任官）を兼任。
  - 9月22日：文部大臣（親任官）の兼任を免じられる。
  - 10月12日 - 内務大臣（親任官）の兼任を免じられる。台湾総督（親任官）のまま、参謀本部次長[注釈 3]を兼任（参謀本部次長は明治36年10月-38年12月[2]）。
- 明治37年（1904年）
  - 2月8日 - 日露戦争開戦。
  - 6月6日 - 陸軍大将に親任される。
  - 6月20日 - 台湾総督（親任官） 兼 参謀本部次長のまま、満洲軍総参謀長を兼任（満洲軍総参謀長は明治37年6月-38年12月[2]）。
  - 8月24日 - 遼陽会戦（9月4日終結）参加。
  - 10月9日 - 沙河会戦（10月20日終結）参加。
- 明治38年（1905年）
  - 3月1日 - 奉天会戦（3月10日終結）参加。
  - 9月5日 - 日露戦争終戦。
  - 12月20日 - 満洲軍総参謀長・参謀本部次長の兼任を免じられ、台湾総督（親任官）のまま参謀本部次長事務取扱を兼任[2]。
- 明治39年（1906年）
  - 4月1日 - 功一級金鵄勲章と勲一等旭日桐花大綬章を受章。
  - 4月11日 - 台湾総督（親任官） 兼 参謀本部次長事務取扱を免じられ、参謀総長に親補される。子爵に陞爵。
  - 4月23日 - 従二位に昇叙。
  - 7月13日 - 参謀総長（親補職）のまま、南満洲鉄道創立委員長を兼任。
  - 7月23日 - 参謀総長（親補職） 兼 南満洲鉄道創立委員長の現職のまま、自宅において脳溢血のため急死。特旨により正二位に昇叙。
- 明治40年（1907年）10月2日 - 家督相続者児玉秀雄が父源太郎の勲功により伯爵に陞爵。

## 旅順戦に関して
旅順攻囲戦における児玉の功績によって、日本軍は児玉が旅順に到着した4日後に二百三高地を攻略した（『機密日露戦史』などの記述がある）。
ただし、そのことについては他の複数の資料から以下のように否定的な見解も示されている。
- 児玉らが203高地攻略を支持していたことについて、児玉自身は第三軍の正攻法による望台攻略を終始支持したとされる[注釈 4]。第三軍は第三次総攻撃の成功の見込みが無くなると作戦を変更し203高地攻略を決意する。これに満洲軍側の方が反対し、総司令部から派遣されていた参謀副長の福島安正少将を第三軍参謀の白井二郎が説得した程だった[20]。
- 児玉が来訪時に第三軍司令部の参謀に対して激怒し参謀長・伊地知幸介らを論破したことについて、第三軍の参謀はほとんどが児玉と直接会っておらず電話連絡で済ましていた可能性がある[21]。
- 児玉が命じた攻城砲の24時間以内の陣地変更について、実際のところは予備の12センチ榴弾砲15門と9センチ臼砲12門を203高地に近い高崎山に移しただけではないのかと検証されてもいる[21]。
- 味方撃ち覚悟で撃つよう児玉が命じたことについて、児玉ではなく第三軍側の判断で味方撃ち覚悟で発砲していた可能性がある[22][21]。

これらは、未だ決定的証拠とまでは至っておらず、今後の研究で解明が待たれている。なお、明治37年11月29日午後に、大山（総司令官）から児玉（総参謀長）へ宛てた訓令が、陸軍省『明治天皇御伝記史料 - 明治軍事史（下）』（原書房〈明治百年史叢書〉、1966年）に次のように収録されている。「総参謀長へ／十一月廿九日午後／総司令官より／訓令」として、「本訓令は之を実施するに至らすして止む、十二月十三日総参謀長帰部の翌日総司令官に返納せらる」と注記し、「総参謀長派遣に関する訓令／一、貴官を第三軍に派遣す／二、余は第三軍の攻撃指導に関し要すれは満洲軍総司令官の名を以て第三軍に命令することを貴官に委す／三、貴官は明治三十七年十一月廿九日煙台を出発すへし／（終り）」（原文は旧字カタカナ）。

## エピソード

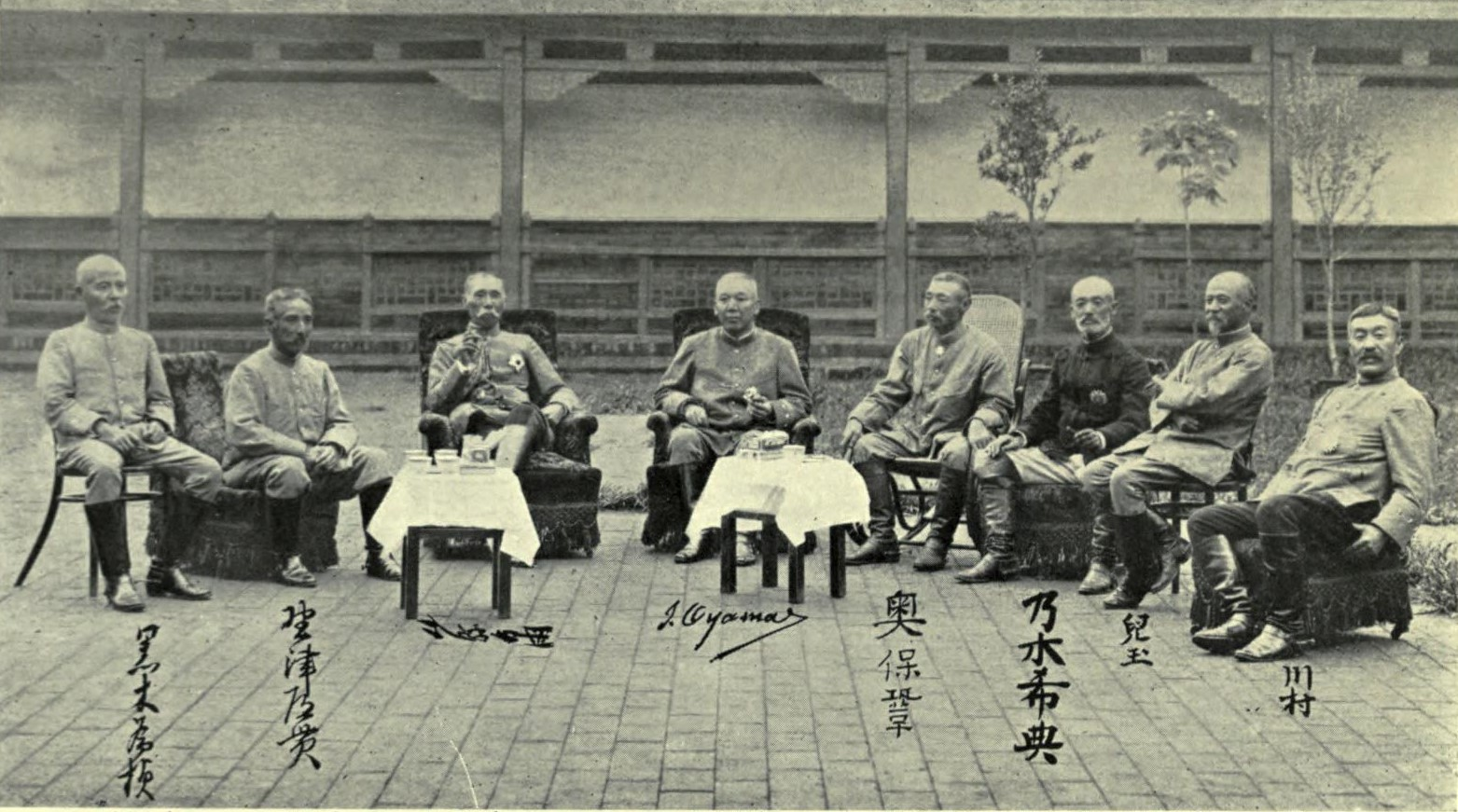
日露戦争における二元帥六大将
（右から2人目が児玉源太郎）

- 性格は、情に脆く友誼に厚い反面、短気で激情型でもあり、人間関係において軋轢を招くこともあった。しかし内省的に己を見つめ、諧謔の精神を持ち、地位や権力に固執することはなかったので、人々から慕われた。
- 神風連の乱鎮圧の直後、東京から現地へ真っ先に送られた電報が「児玉少佐ハ無事ナリヤ」であった。当時24歳の若い少佐だった児玉にかけられた、当時の日本陸軍の期待を物語る逸話とされている[24]。
- 陸軍大学校校長時に、日本軍の参謀育成のため教官として招かれたドイツ帝国陸軍参謀将校のクレメンス・ヴィルヘルム・ヤーコプ・メッケルの講義を熱心に聴講した。メッケル自身も児玉の才覚を高く評価し、日露戦争開戦を聞いたメッケルは「日本に児玉将軍が居る限り心配は要らない。児玉は必ずロシアを破り、勝利を勝ち取るであろう」と述べた。
- ロシアとの開戦が近づくと、内務大臣（兼台湾総督）の要職を去り、参謀次長に就任した。内務大臣から一転参謀本部の次長につくというのは左遷のように見えたが、必須の人事であった。得意満面の姿で三宅坂に現れたのを見て、参謀たちは己の勤務の重要性を悟り、次長に転出することを光栄と信じる智将の下での働き甲斐を感じた。就任の夜から参謀本部に毛布を持ち込んで泊まり込み、実戦計画の練り直しを始めた[25]。
- 乃木希典とは旧知の間柄であった。児玉が東京鎮台第二連隊長時代、千葉県佐倉における演習で乃木（同第一連隊長）の指揮する部隊を児玉の部隊が奇襲によって大いに破った時、部下に「気転の利かぬ野狐を七分小玉で打ち上げた」と歌わせ、乃木をからかったという。「気転」は乃木の名「希典」の音読み、「野狐」は「ノギ（乃木）ツネ」。「七分小玉」は小さな花火のことで、身長の低かった児玉が「一寸に満たないほど小さい小玉（児玉）」と自分自身をもじったものであるとされる。
- 児玉は乃木希典の軍事的才能の限界を認識しながら、一方で軍人精神と明治人の美意識の体現者として尊敬の念を持っていたともいわれる。己のパーソナリティの限界を弁えていたが故に、無二の親友であり自分にない人格的長所を持つ乃木に対する尊敬の念を終生抱き続けたと言われ、日露戦争終結後、旅順攻略における人的被害の大きさから陸軍部内でも乃木を非難する声が上がったが、児玉は「乃木でなければ旅順は落とせなかった」と一貫して乃木を擁護したという。児玉の葬儀に際しては、激しい降雨をおして棺に付き添う乃木の姿が見られたと伝えられる。
- 晩年、浅草の凌雲閣で開催された日露戦争展で、小柄な児玉をナポレオン・ボナパルトに準えて称える二人の陸軍将校の傍にそっと歩み寄り「児玉はそれほどたいした男ではありませんよ」と囁きかけながら立ち去り、「何を言うか」と振り向いた彼らが児玉本人だと分かって驚く様を見て楽しむというお茶目な面もあった。
- 千葉県佐倉市の武家屋敷通り沿いに旧宅跡がある。当時の建物は失われているが、生垣と土塁は現存しており、説明看板が立っている。台湾の国立台湾博物館には児玉の銅像が展示されている。これは戦前に後藤新平の像と共に正面エントランスに設置されていたものであるが、戦後は国民政府下、学芸員が破壊を恐れ独断で隠し、その後展示されるようになったものである[26]。
- 日本独自の海底ケーブル敷設船で九州 - 台湾間を海底ケーブルで繋ぎ、さらにイギリスのインド・アフリカ回線と結んだ。バルチック艦隊が喜望峰やインド洋を周回している情報は、イギリスのインド・アフリカ回線を通じてロシアには秘密で、次々に日本に送られた。さらに、この児玉ケーブルといわれる海底ケーブルは朝鮮半島と日本間など、日本周辺に張り巡らされ、朝鮮半島に停泊していた連合艦隊旗艦「三笠」と東京の大本営とで電信による通信が可能であった。1分間で20数文字と限られた情報量であったが、最前線と大本営の間で、情報や命令のやりとりを短時間で行うことが可能であった。このため、大本営はいつでも、連合艦隊に移動命令を出せるようになったため、持てる戦闘力の全てを日本海海戦だけに集合させることが出来た。
- 日露戦争の戦費調達の為に実業家の渋沢栄一を訪ね、ロシアの野心を説明し、開戦派に転向させた。[27]

## 近年の研究動向
史料に基づいた実証的な児玉研究書籍も刊行されている。長南政義は、参謀本部次長・満洲軍総参謀長としての児玉の役割について詳細に検証し、児玉が内務大臣を辞めて参謀本部次長に就任した人事を「降格人事」とする通説を批判し、降格人事ではなかった旨を証明すると共に、軍という個別利益よりも国家の全体利益を重視し、将来の国家像・戦争像を精確に洞察して必要な組織制度改革を断行した「予言的改革者」としての児玉像を描いている。また、小林道彦は、統帥権を憲法的秩序に適合させようとした「立憲主義的軍人」としての児玉像を提示したが、長南政義は、新史料を使用し小林道彦の児玉理解には史料的誤読が多いと指摘している。

## 栄典・授章・授賞
位階
- 1874年（明治7年）3月31日 - 正七位[29]
- 1880年（明治13年）5月28日 - 正六位
- 1883年（明治16年）4月18日 - 従五位
- 1889年（明治22年）9月27日 - 従四位[30]
- 1894年（明治27年）10月26日 - 正四位[31]
- 1898年（明治31年）3月8日 - 従三位[32]
- 1901年（明治34年）4月20日 - 正三位[33]
- 1906年（明治39年）
  - 4月23日 - 従二位[34]
  - 7月23日 - 正二位[35]

爵位
- 1895年（明治28年）8月20日 - 男爵[36]
- 1906年（明治39年）4月11日 - 子爵[37]

勲章等
| 受章年                     | 略綬 | 勲章名                   | 備考 |
| -------------------------- | ---- | ------------------------ | ---- |
| 1878年（明治11年）1月31日  |      | 勲四等旭日小綬章         |      |
| 1885年（明治18年）4月7日   |      | 勲三等旭日中綬章         |      |
| 1889年（明治22年）11月25日 |      | 大日本帝国憲法発布記念章 |      |
| 1894年（明治27年）12月26日 |      | 勲二等瑞宝章             |      |
| 1895年（明治28年）8月20日  |      | 功三級金鵄勲章           |      |
| 1895年（明治28年）8月20日  |      | 旭日重光章               |      |
| 1895年（明治28年）11月18日 |      | 明治二十七八年従軍記章   |      |
| 1899年（明治32年）12月27日 |      | 勲一等瑞宝章             |      |
| 1902年（明治35年）2月27日  |      | 旭日大綬章               |      |
| 1902年（明治35年）5月10日  |      | 明治三十三年従軍記章     |      |
| 1906年（明治39年）4月1日   |      | 功一級金鵄勲章           |      |
| 1906年（明治39年）4月1日   |      | 旭日桐花大綬章           |      |
| 1906年（明治39年）4月1日   |      | 明治三十七八年従軍記章   |      |

外国勲章佩用允許
| 受章年                     | 国籍           | 略綬 | 勲章名                           | 備考 |
| -------------------------- | -------------- | ---- | -------------------------------- | ---- |
| 1892年（明治25年）9月12日  | ロシア帝国     |      | 神聖スタニスラス第一等勲章       |      |
| 1892年（明治25年）9月12日  | バイエルン王国 |      | 武功第一等勲章                   |      |
| 1895年（明治28年）10月14日 | フランス共和国 |      | レジオンドヌール勲章コマンドール |      |
| 1901年（明治34年）9月19日  | プロイセン王国 |      | 赤鷲第一等勲章                   |      |
| 1906年（明治39年）7月13日  | プロイセン王国 |      | 金剛石装飾剣付赤鷲第一等勲章     |      |

## 系譜

### 系図
- 児玉氏家紋は二文字に三つ星。

```
源太郎━━┳秀雄━忠康━━━━━━━┳健
　　　　　┣貞雄━信男━幸子┳純    ┣進
　　　　  ┣友雄　　　　　  ┣健    ┣実
　　      ┣常雄            ┗博
　　　　　┣国雄
　　　　　┣ヌイ
　　　　　┣ヨシ
　　　　　┣仲子
　　　　　┣八郎
　　　　　┣九一
　　　　　┣モト
　　　　　┗ツル

```

### 家族・親族
- 父：半九郎（忠碩）（1811–1856） - 徳山藩士。徳山藩士・河田政直の子。
- 母：元子（1812–?） - 徳山藩士・児玉忠清の娘。
- 長姉：久子（1842–1937） - 児玉次郎彦の妻。
- 義兄：次郎彦（1842–1864） - 徳山藩士。徳山七士の一人。
- 次姉：信子（1847–?）

岩永秀松の娘マツ/松子（1856–1936）と結婚、7男4女を儲けた（養女も1人迎えた）。
- 長男：秀雄（1876–1947） - 大蔵官僚、貴族院議員、内務大臣など各省国務大臣を歴任、寺内正毅の長女澤子と結婚。
- 次男：貞雄（1879–?） - 分家
- 三男：友雄（1881–1961） - 分家。陸軍中将、中村雄次郎の娘みつと結婚。
- 四男：常雄（1884–1949） - 1932年、陸軍航空兵大佐で退官。木戸孝正（木戸孝允の甥）の娘八重子と結婚。満洲航空副社長となり、1938年社長。のち中華航空社長、大日本航空総裁をつとめた。
- 五男：国雄（1886–?） - 東京帝国大学法科大学政治科卒、鉄道院副参事を経て満洲大同セメント、日本石灰工業各社長。中村覚の娘節子と結婚
- 養女：ヌイ/縫子（1887–?） - 山口宗太郎の次女、山口十八と結婚。
- 長女：ヨシ/芳子（1888–?） - 立花俊吉と結婚
- 次女：ナカ/仲子（1890–?） - 穂積重遠と結婚
- 六男：八郎（1891–?）
- 七男：九一（1893–1960） - 内務官僚、島根県知事、厚生次官などを歴任、大森鍾一の娘幸子と結婚。
- 三女：モト/元子（1895–1986） - 藤田嗣雄（画家・藤田嗣治の兄で法制史学者）と結婚
- 四女：ツル/鶴子（1896–1982） - 木戸幸一（木戸孝正の息子、八重子の兄）と結婚
  - 孫・井上和子 (女官長) ‐ ツルと木戸幸一の三女
    - 曾孫・濱本松子 ‐ ツル・幸一の長男の長女

爵位は嫡男秀雄が継いだが、秀雄と澤子夫妻に息子が生まれなかったため、2人の間に生まれた孫娘貞子（1902年 - ?）の夫忠康（広幡忠朝の子、1898年 - 1990年）が婿養子に迎えられた。曾孫で忠康の息子進は映画監督・テレビ映画監督。

## 登場作品
映画
- 『二百三高地』（1980年、東映東京撮影所、演：丹波哲郎）

テレビドラマ
- 『二百三高地』（1981年、TBS、演：近藤洋介）
- 『翔ぶが如く』（1990年、NHK大河ドラマ、演：光岡湧太郎）
- 『坂の上の雲』（2010年～2011年、NHK、演：高橋英樹）
- 『青天を衝け』（2021年、NHK、演：萩野谷幸三）